# Johannes de Garlandia (Musiktheoretiker)
Unter dem Namen Johannes de Garlandia sind mehrere Abhandlungen über Musiktheorie und Polyphonie aus dem 13. Jahrhundert überliefert.
Über das Leben des Verfassers, der im Umfeld der Choralschola der Pariser Kathedrale Notre-Dame zu verorten ist, ist nichts bekannt. Die Identifizierung mit dem zur selben Zeit in Frankreich lehrenden englischen Gelehrten Johannes de Garlandia wurde mehrfach vorgeschlagen und kann auch nicht schlüssig widerlegt werden, wird aber von der modernen Forschung mehrheitlich abgelehnt.
Die Existenz eines weiteren, von Edmond de Coussemaker postulierten Namensträgers aus dem 14. Jahrhundert wird dagegen von der Forschung heute einhellig abgelehnt. Denkbar wäre allerdings, dass ein jüngerer Namensträger nur als Bearbeiter der ansonsten anonym überlieferten Musiktraktate in Frage kommt.

## Werke
- De plana musica (um 1230 ?, Titel nicht authentisch, anonym überliefert) beschreibt Grundlagen der quadrivialen  und elementaren Musiklehre.
- De mensurabili musica (Mitte des 13. Jahrhunderts) beschreibt die modalrhythmische Mensuralmusik. Diese Schrift wird ausführlich im Musiktraktat des Anonymus IV zitiert, der als wichtigste Wissensquelle über die Musik der sogenannten Notre-Dame-Schule gilt.
- Liber de tonis (bei Hieronymus de Moravia und Guido von Saint-Denis bezeugt, nicht erhalten)

## Werkausgaben
- Erich Reimer (Hrsg.): Johannes de Garlandia: De mensurabili musica.
  - Band 1: Quellenuntersuchungen und Edition (= Beihefte zum Archiv für Musikwissenschaft. 10). ISSN 0570-6769. Steiner, Wiesbaden 1972.
  - Band 2: Kommentar und Interpretation der Notationslehre (= Beihefte zum Archiv für Musikwissenschaft. 11). Steiner, Wiesbaden 1972.
- Christian Meyer (Hrsg.): Musica plana Johannis de Garlandia (= Collection d'études musicologiques. Vol. 91). Koerner, Baden-Baden & Bouxwiller 1998, ISBN 3-87320-591-2.